# アグロノミア
アグロノミーア（Agronomía）は、アルゼンチンの首都ブエノスアイレス特別区の中央部にある地区（バリオ）である。コムーナ15に属しており、人口は13,963人である。地区の日は毎年9月25日である。
地区名は、ブエノスアイレス大学農学部(Facultad de Agronomía)が地区内にあったことに由来している。サン・マルティン通り、カンパーナ通り、サルバドール・マリア・デル・カリル通り、コンスティトゥジェンテス通り、チョロアリン通りで他地区と隔てられている。パルケ・チャス地区はかつてアグロノミア地区の一部だったが、2005年12月に分割された。

## 歴史

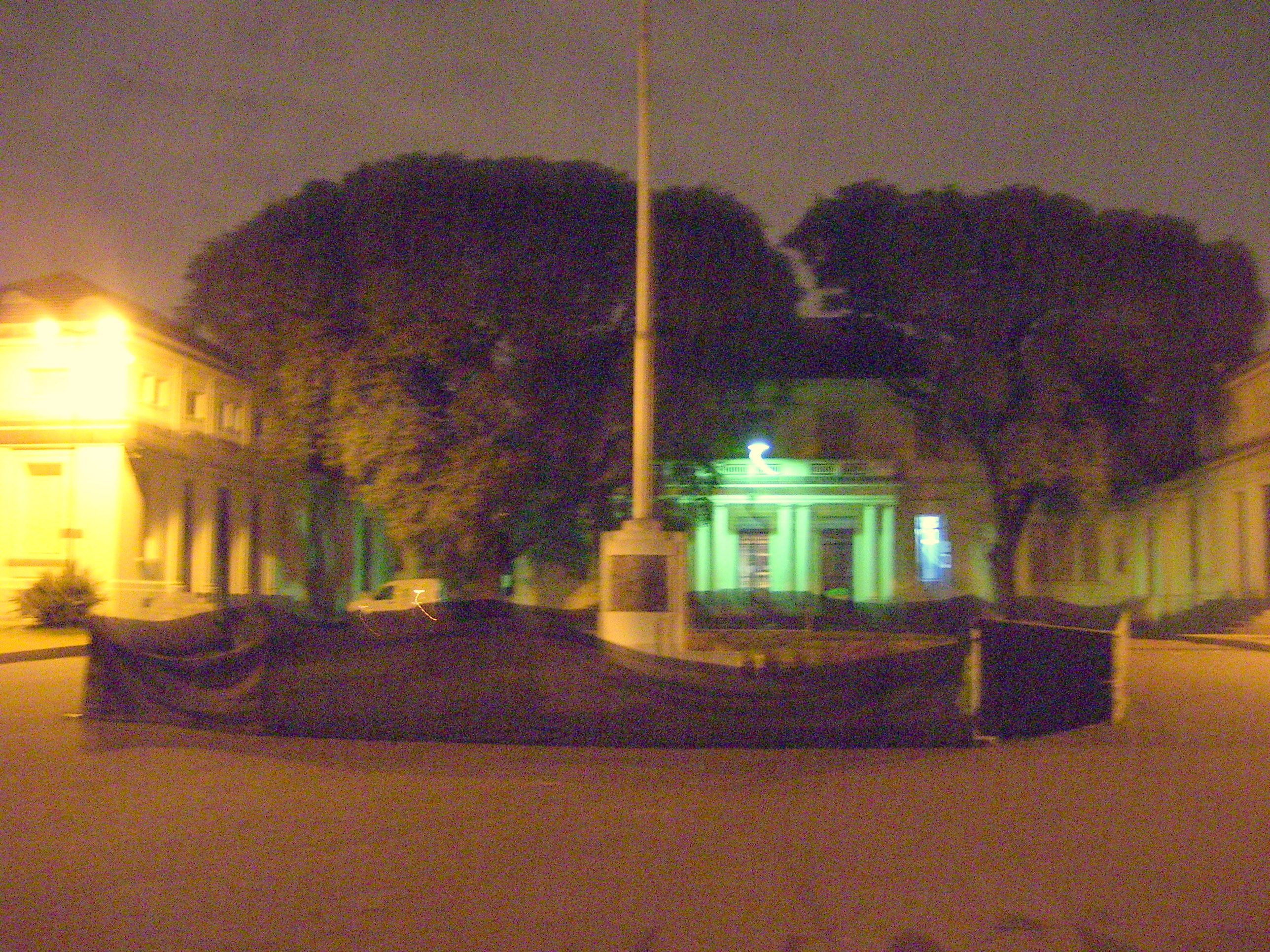
地区名の由来となったブエノスアイレス大学農学部

アグロノミーア地区の土地はもともとイエズス会が所有しており、イエズス会農場と呼ばれていた。1769年にイエズス会が追放され、彼らの土地は没収されて政府の管理下に入った。政府は土地を王立サン・カルロス学校に与え、その後継となった学校のひとつが国立ブエノスアイレス学校である。19世紀末には一帯に公園が建設され、1901年、政府の行政府は185ヘクタール（460エーカー）の土地を公園建設に提供したが、そのうちの30ヘクタールは農業局とモデル農場、農業学校に使用された。この教育機関は、当時の政府が従っていた輸出主導型開発モデルのために必要とされた。地区は公園の周囲に形成され、アグロノミーアという地区名に落ち着くまでに様々な名前で呼ばれた。農業試験所もまた名称変更を経験しており、農学・獣医学高等機関となった。1904年9月25日に研究機関が設立され、5年後にブエノスアイレス大学農学・獣医学部となった。1984年、この学部は農学部と獣医学部に分割された。

## 建築物
アグロノミーア地区には、ブエノスアイレス大学の農学部と獣医学部というふたつの主要な学部がある。農学部のキャンパスにはアルゼンチン国立気象庁の一部であるビジャ・オルトゥサル気象局がある。獣医学部のキャンパスにはふたつの博物館がある。ひとつは解剖に関する博物館であり、もうひとつは外科病理学に関する博物館である。農学部には農業機械博物館があり、教育目的のために使用されている16ヘクタールの農地で「田舎から都市へ」という計画を行なっている。その他の特筆すべき建築物としては、著名な作家フリオ・コルタサルが住んでいたアパートがある。現在、アグロノミーア地区にはコルタサルの名が付けられた通りがある。
座標: 南緯34度36分 西経58度29分 / 南緯34.600度 西経58.483度